# Arévalo (Uruguay)
Arévalo ist eine Ortschaft in Uruguay.

## Geographie
Sie befindet sich im westlichen Teil des Departamento Cerro Largo in dessen Sektor 9 in der Cuchilla del Carmen, die unweit westlich des Ortes in die Cuchilla del Cordobés übergeht. Einige Kilometer östlich verläuft der Arroyo Tarariras. Nordwestlich bzw. nordöstlich der Ortschaft entspringen der Arroyo Sarandí und der Arroyo del Sauce. Nächstgelegene größere Ansiedlungen sind Tres Islas im Nordosten, Tupambaé im Südosten und Esperanza in südsüdöstlicher Richtung.

## Infrastruktur
Arévalo liegt an der Ruta 38.

## Einwohner
Arévalo hatte bei der Volkszählung im Jahr 2011 272 Einwohner, davon 140 männliche und 132 weibliche.
| Jahr | Einwohner |
| ---- | --------- |
| 1963 | 136       |
| 1975 | 107       |
| 1985 | 105       |
| 1996 | 58        |
| 2004 | 82        |
| 2011 | 272       |

Quelle: Instituto Nacional de Estadística de Uruguay